# Volby do zastupitelstva města Plzně 2014
Volby do zastupitelstva města Plzně v roce 2014 proběhly 10. a 11. října, v rámci celostátních komunálních voleb. Volební průzkum agentury Sanep favorizoval ČSSD a hnutí ANO 2011, zatímco vítěze předchozích voleb ODS stavěla až na 5. místo s necelými 8 procenty.
ODS však v samotných volbách dosáhla překvapivě vysokého výsledku 17,5 % hlasů a umístila se na druhém místě, velmi těsně za ANO 2011. Volební účast dosáhla 33,71 %. Plzeňský primátor, Martin Baxa označil ODS za faktického vítěze. K tomu prohlásil: "Jsem o tom přesvědčen a chci poděkovat za podporu. Získal jsem také největší počet preferenčních hlasů ze všech kandidátů na primátora. Budeme usilovat o to, abychom vytvořili takovou koalici, která bude příští čtyři roky úspěšně město spravovat."
18. října byl oznámen vznik koalice ODS, ČSSD, Občanů Patriotů a KDU-ČSL. V devítičlenné městské radě má ODS 4 křesla, ČSSD 2 křesla a zbylé strany po jednom křesle. Primátorem se má stát Martin Zrzavecký z ČSSD. V opozici skončily ANO 2011 a TOP 09.

## Výsledky hlasování
| Volební strana                                                                    | Počet hlasů | Hlasy v % | Mandáty | Bilance |
| --------------------------------------------------------------------------------- | ----------- | --------- | ------- | ------- |
| ANO 2011                                                                          | 0 329 815   | 017,90    | 10      | ▲ +10   |
| Občanská demokratická strana                                                      | 0 323 390   | 017,55    | 10      | ▼ -4    |
| Česká strana sociálně demokratická                                                | 0 303 042   | 016,45    | 10      | ▼ -4    |
| TOP 09                                                                            | 0 166 696   | 009,05    | 05      | ▼ -2    |
| Komunistická strana Čech a Moravy                                                 | 0 152 903   | 008,30    | 05      | ▬ 0     |
| Občané patrioti                                                                   | 0 134 761   | 007,31    | 04      | ▲ +4    |
| Křesťanská a demokratická unie – Československá strana lidová                     | 0 104 535   | 005,67    | 03      | ▲ +3    |
| Společně za Plzeň – koalice Plzeňské aliance, Pirátů, Změny, STAN a SZ            | 0 88 100    | 004,78    | 0       | ▬ 0     |
| VEŘEJNÉ ZÁJMY PLZNĚ s podporou Iniciativy za levnější MHD, spolku P-FANS a Úsvitu | 0 53 661    | 002,91    | 0       | ▬ 0     |
| Pravá volba pro Plzeň                                                             | 0 50 469    | 002,74    | 0       | ▼ -2    |
| Změna pro Plzeň                                                                   | 0 45 763    | 002,48    | 0       | ▬ 0     |
| Strana svobodných občanů                                                          | 0 41 131    | 002,23    | 0       | ▬ 0     |
| Plzeň pro sport                                                                   | 0 32 906    | 001,79    | 0       | ▬ 0     |
| DSSS – Za Plzeň bez hazardu a nepřizpůsobivých                                    | 0 10 215    | 000,55    | 0       | ▬ 0     |
| Strana Práv Občanů                                                                | 0 002 358   | 000,13    | 0       | ▬ 0     |
| Volební strana Republika                                                          | 0 002 025   | 000,19    | 0       | ▬ 0     |
| Demokratická strana zelených a nezávislí kandidáti-sdružení DSZ a NK              | 0 000 844   | 000,05    | 0       | ▬ 0     |
| Celkem                                                                            | 1 842 614   | 100,00    | 47      | ▬ ±0    |

## Povolební uspořádání
| Koalice (27)                                              | Koalice (27)                                                        | Koalice (27)              | Koalice (27)                | Opozice (20)                                              | Opozice (20)                               | Opozice (20)                     |
| ODS · ODS · ODS · ODS · ODS · ODS · ODS · ODS · ODS · ODS | ČSSD · ČSSD · ČSSD · ČSSD · ČSSD · ČSSD · ČSSD · ČSSD · ČSSD · ČSSD | OPAT · OPAT · OPAT · OPAT | KDU-ČSL · KDU-ČSL · KDU-ČSL | ANO · ANO · ANO · ANO · ANO · ANO · ANO · ANO · ANO · ANO | TOP 09 · TOP 09 · TOP 09 · TOP 09 · TOP 09 | KSČM · KSČM · KSČM · KSČM · KSČM |

Ačkoli z voleb vyšlo vítězně hnutí ANO, se shodným ziskem 10 mandátů skončily také strany ČSSD a ODS, které spolu držely koaliční většinu v předchozím volebním období. Tyto dvě rovněž uzavřely koalici v novém období, společně s KDU-ČSL a Občany patrioty. V opozici zůstalo hnutí ANO, TOP 09 a KSČM.